# Mercedes-Benz C osztály
A Mercedes-Benz C osztály egy középkategóriás luxusautó, amelyet a Daimler AG konszern Mercedes-Benz divíziója gyárt. 1993-ban mutatkozott be, a 190-es modell utódjaként, a C osztályos Mercedest. Ez volt a márka legkisebb modellje, az A osztály bemutatkozása előtt, 1997-ig. A C osztályos Mercedeseket a németországi Sindelfingenben és Brémában, valamint Brazíliában, Dél-Afrikában és Egyiptomban gyártják.

## Elődmodell (W201, 1982–1993)

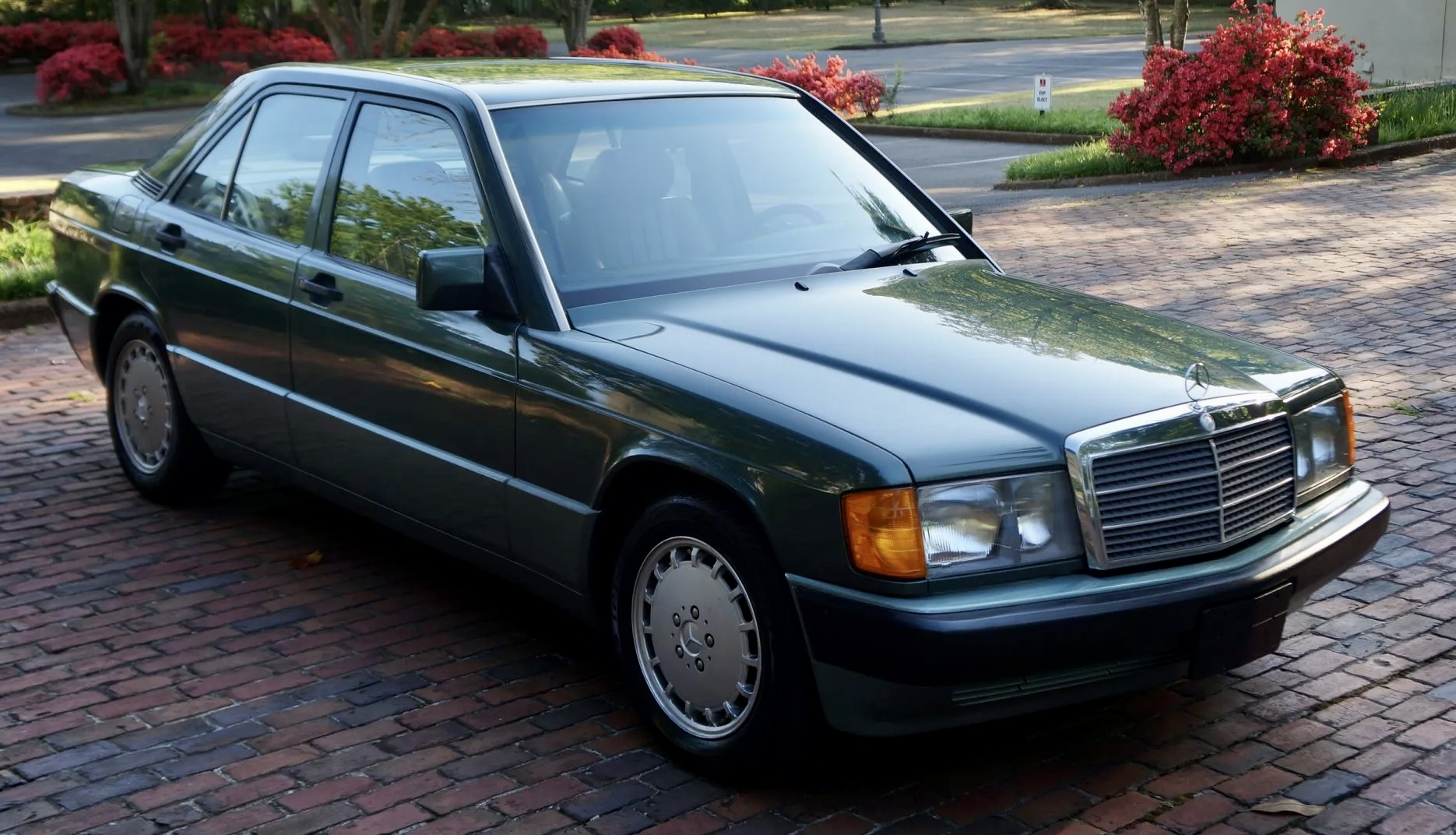
Mercedes W201

A Mercedesnél már a hetvenes években elkezdtek kísérletezni egy, az addigiaknál kisebb típus létrehozásán, számos prototípus készült is, de az első sorozatgyártásra kész modell csak 1982-ben jelent meg, ez volt a W201 kódjelű, sokak által csak „Baby Benz”-ként emlegetett autó, mivel ez volt a gyár első kiskategóriás kocsija. Az autó fejlesztésére 2.3 milliárd márkát, vagyis 600 millió dollárt költöttek, tervezője a cég ismert formatervezője, Bruno Sacco volt. Az alapmodell a 190-es volt, ezért általánosságban ez lett a kocsi azonosítója a közbeszédben a gyári kód helyett.
A 190-est hamar követték a 190E és 190D modellek, és ezek különféle változatai. A kocsi valóban sok technikai újdonsággal rendelkezett, később pedig az autósportban ért el jelentős eredményeket. 1990-ben kísérleti céllal elektromos meghajtással is készült nagyjából 10 darab, de a technológia akkori állapota miatt megmaradtak kísérleti autóknak. Bár az elején kétkedtek benne, a kocsi népszerűvé vált, amit a műszaki és sporteredményei is igazoltak; több, mint 1 800 000 legyártott példány után 1993-ban adta át a helyét utódjának, az ekkor már C osztálynak nevezett W202-nek. Szemben utódaival a 190-esből nem készült kombi, csak szedán.

## W202 modell (1993–2000)

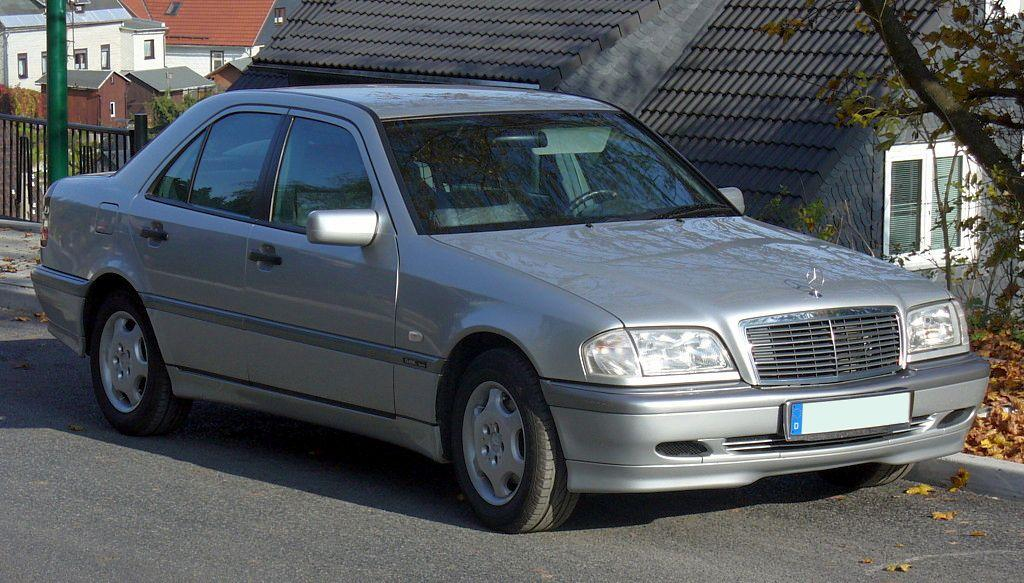
W202-es generációjú Mercedes C osztály

Az első generációs C osztály 1993. június 1-én jelent meg a Mercedes 190-es (W201) utódaként, és sikeresnek bizonyult a prémiumautó vásárlók körében. A C osztály volt a márka belépő modellje 1997-ig, amíg nem jelent meg az A osztály. A W202-es alapvető formája hasonlít az elődjére, de annál kerekebb éleket kapott.

### Karosszéria
Az elődöt leváltva megjelent a limuzin változat mellett a kombi is (T-modell).

### Motor
Megjelenésekor a Mercedes C osztálynak egész sorozata volt a többszelepes motorokból. A négyhengeres szívó benzinmotorok a C180 (1,8 literes, 122 lóerős), C200 (2 literes, 136 lóerős) és C220 (2,2 literes, 150 lóerős) modellekben kaptak helyet. Több motorból készült feltöltős (Kompressor) változat is, amelyek teljesítménye elérheti a 193 lóerőt is.  A hathengeres benzinmotorok a C240 (2,4 literes, 170 lóerős) és C280 (2,8 literes, 193 lóerős) modellben kaptak helyet. Ezek mellett AMG modellek is készültek, mind szívómotorral. Előbb soros hathengeres C36 (3,6 literes, 280 lóerős), majd facelift után V8-as C43 (4,3literes, 306 lóerős).
A dízelmotorok a C200D (2 literes, 75 lóerős), C220D (2,2 literes, 95 lóerős), C220CDI (2,2 literes, common-rail dízel, 102 lóerős, más változatban 125 lóerős), C250D (2,5 literes, 113 lóerős, míg a turbódízel változata 150 lóerős) modellekben találhatóak meg.

## W203 modell (2000–2007)

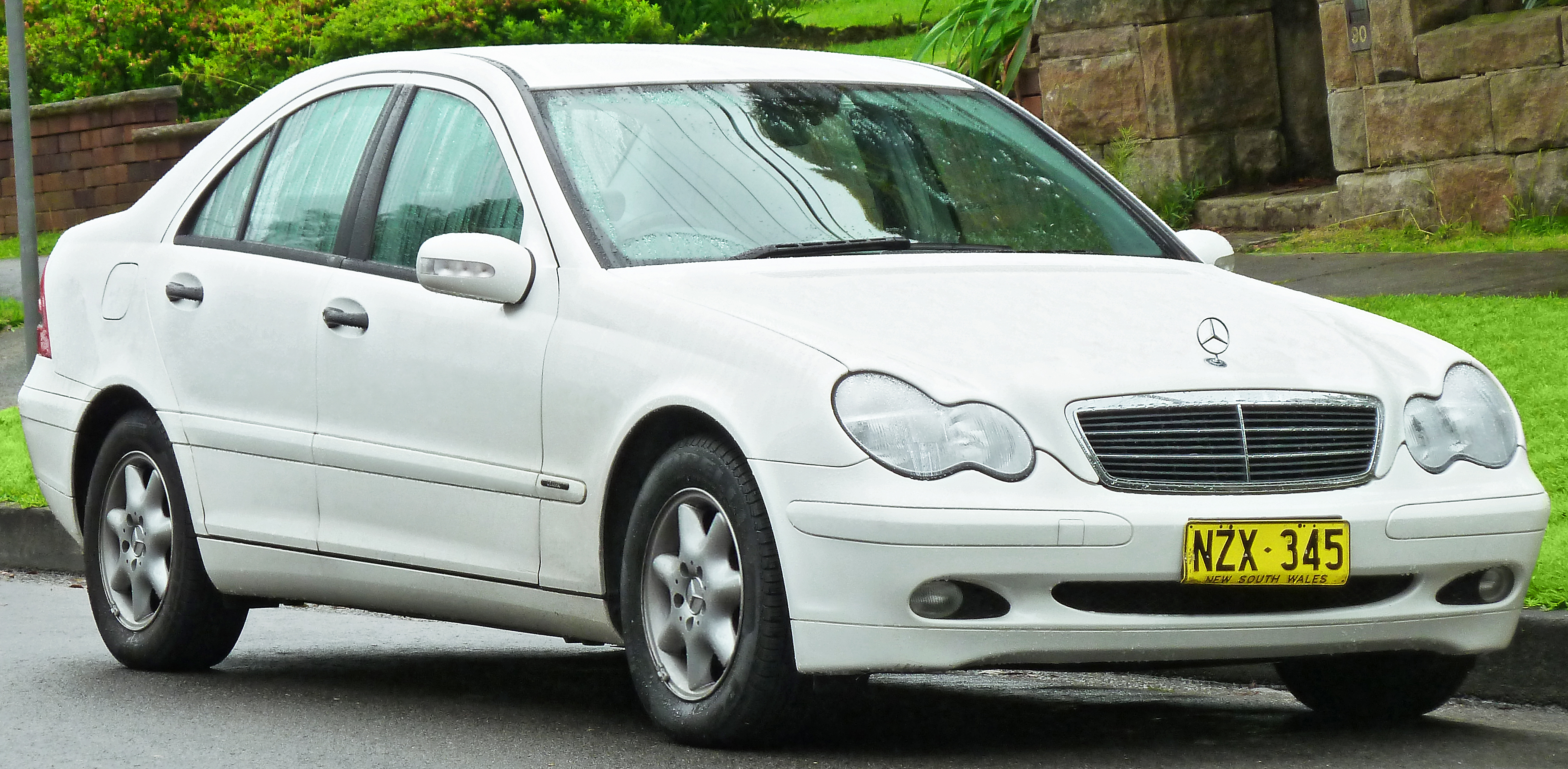
Mercedes-Benz C 180 Kompressor (W203) Classic sedan

A második generációt 2000. július 18-től gyártották, teljesen elhagyva a konzervatív formát, mind a karosszérián, mind a belsőtéren. A kor divatjának  megfelelően sok ívet használtak a tervezők, így lendületesebb formát kapott, mint az előd, jellegzetes volt a fekvő nyolcast formázó első lámpatest.

### Karosszéria
Limuzinként kezdték meg a típus forgalmazását, majd rá egy évvel megjelent a kombi modell, illetve bevezették újdonságként a háromajtós "Sportcoupe" változatot is, amelyből teljesen üvegtetős változatot is lehetett rendelni, ez nyitható volt.

### Motor
Négyhengeres benzines szívómotort csak az első években használtak C180-as változatban (2 literes, 129 lóerős).
Két féle négyhengeres Kompressor-os benzin motorok voltak leginkább jellemzők a típusra 122-197 lóerő közötti teljesítményben.
Soros hat hengeres motorok egyáltalán nem voltak a modellben, helyette V6-os benzines szívó motorok voltak, a modell utolsó éveiben akár közvetlen befecskendezéses motorokkal is. Az AMG több motort is fejlesztett, ebbe a típusba szívók, és feltöltősek is kerültek.
Dízel motoroknál csak CDI motorokkal elérhető a modell 4, illetve 5 hengeres kivitelek (AMG is), a gyártás kései fázisába érve V6-os dízel motorral is elérhető volt.

## W204 modell (2007–2014)

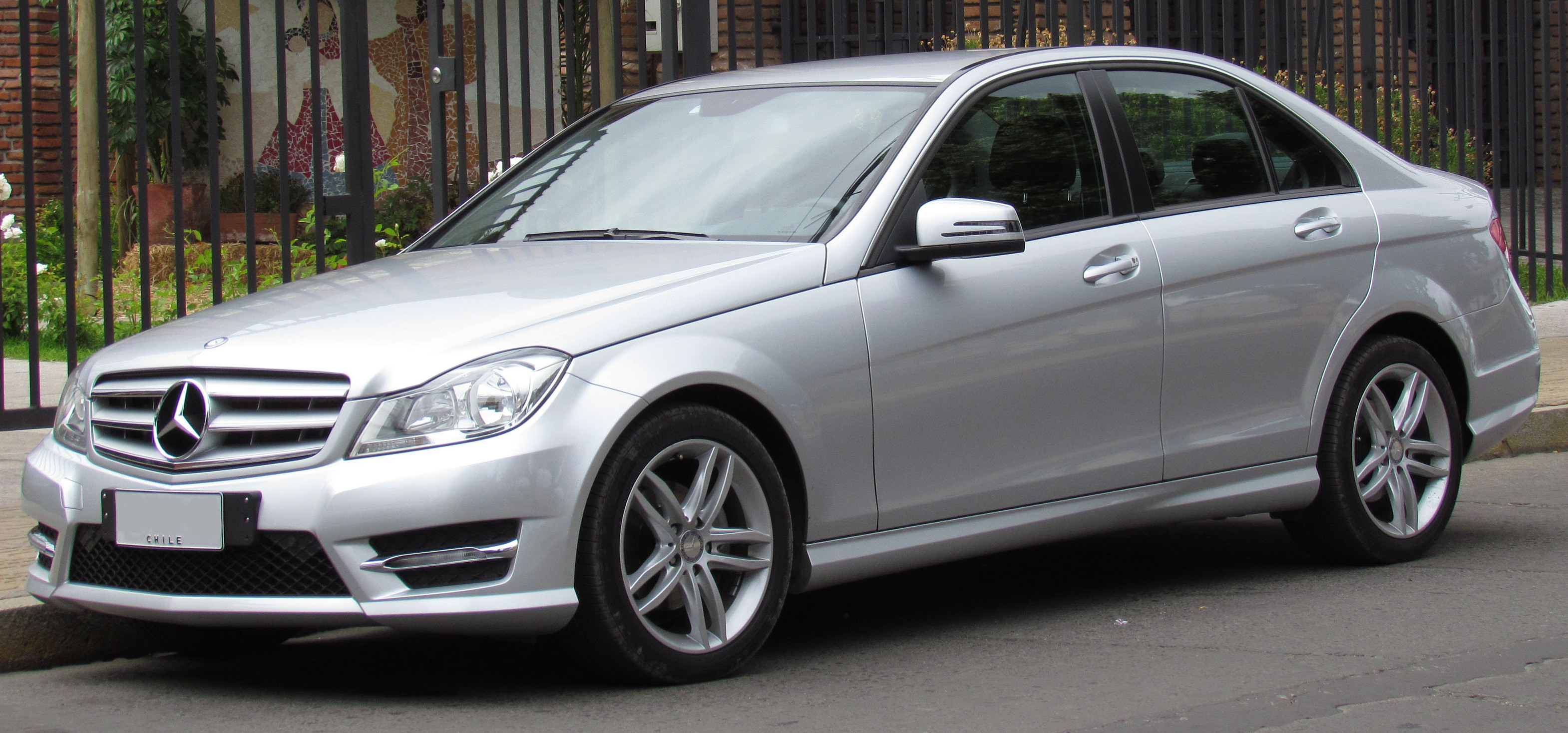
Mercedes-Benz C 180 (W204), 2013-as gyártmány

A harmadik generációt 2007. január 18-án mutatták be a Genfi Autószalonon, majd márciusban kezdtek értékesiteni. A kínálat a szedán és a kombi mellett kupé és ferde hátú kúpéval bővült. 2011-ben faceliften esett át a széria, mely főleg a lámpákat érintette. 2015-ig volt gyártásban.

### Motor
Benzinmotorokból tíz, öt soros 4 hengeres, négy V6-os és egy V8-as állt rendelkezésre, 156 és 487 lóerő között. Dízelmotorokból öt szerepelt a kínálatban, ebből három soros 4 hengeres és kettő V6-os, 120 és 265 lóerő között. Ebben a szériában jelentek meg az úgynevezett BlueEFFICIENCY verziók, melyek motorikusan és más módon is igyekeztek környezetbarátabb módon üzemelni.

## W205 modell (2014–2021)

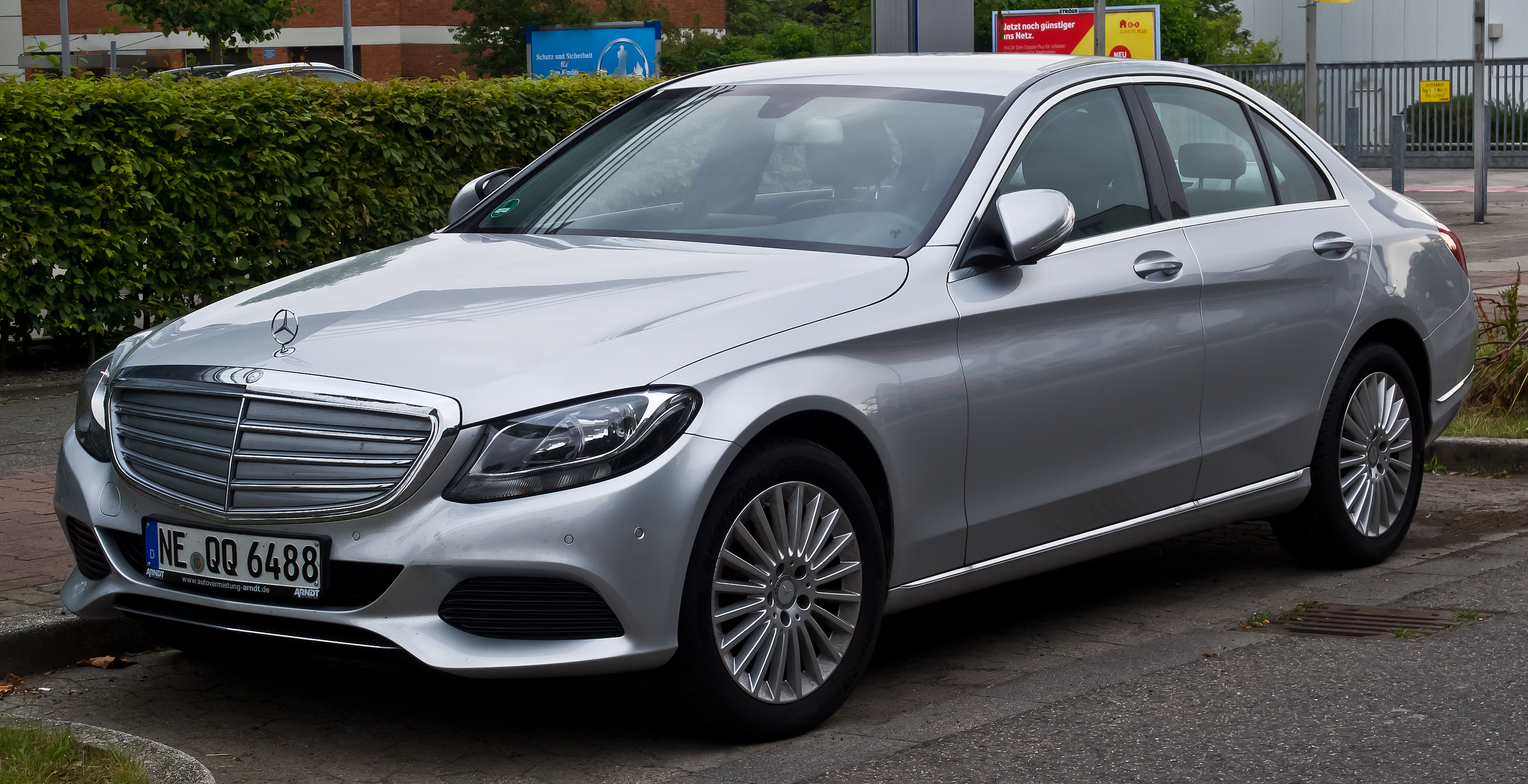
Mercedes-Benz C 220 BlueTEC Exclusive (W 205)

2013 végén mutatták be a negyedik generációt, amit a széles nyilvánosság 2014-ben, egy amerikai autókiállításon ismerhetett meg, ez szedán, kombi, kupé és kabrió formában volt elérhető. 2018-ban a Genfi Autószalonon jelent meg a némi külsőt és motort érintő faceliftelt változatok. A széria 2021-ig volt gyártásban.

### Motor
Benzin, dízel és már plug-in hybrid meghajtással is kapható volt.
Megjelenéskor benzinmotorból kétféle soros 4 hengeres, egy V6-os és egy V8-as állt rendelkezésre 129 és 510 lóerő között; dízelből és hibridből csak soros 4 hengeres szerepelt, dízelből kétféle 116 és 204, hibridből szintén kétféle 204 és 211 lóerővel, ez utóbbiakat egy-egy 27 és 82 lóerős elektromotor egészítette ki.
A 2018-as modellfrissítés után bővült a motorpaletta is, már négyféle soros 4 hengeres motorral, de a V6-os és V8-as motorok ugyanazok maradtak, ahogy a teljesítményskála is; dízelből két újabb soros 4 hengeres motor, hibridből egy újabb és egy előző soros 4 hengeres szerepelt a kínálatban. A dízelek 122 és 245, a hibridek 194 és 211 lóerősek voltak, de utóbbiak kiegészítő elektromotorjaik már 122 lóerőt tudtak.

## W206 modell (2021-jelen)

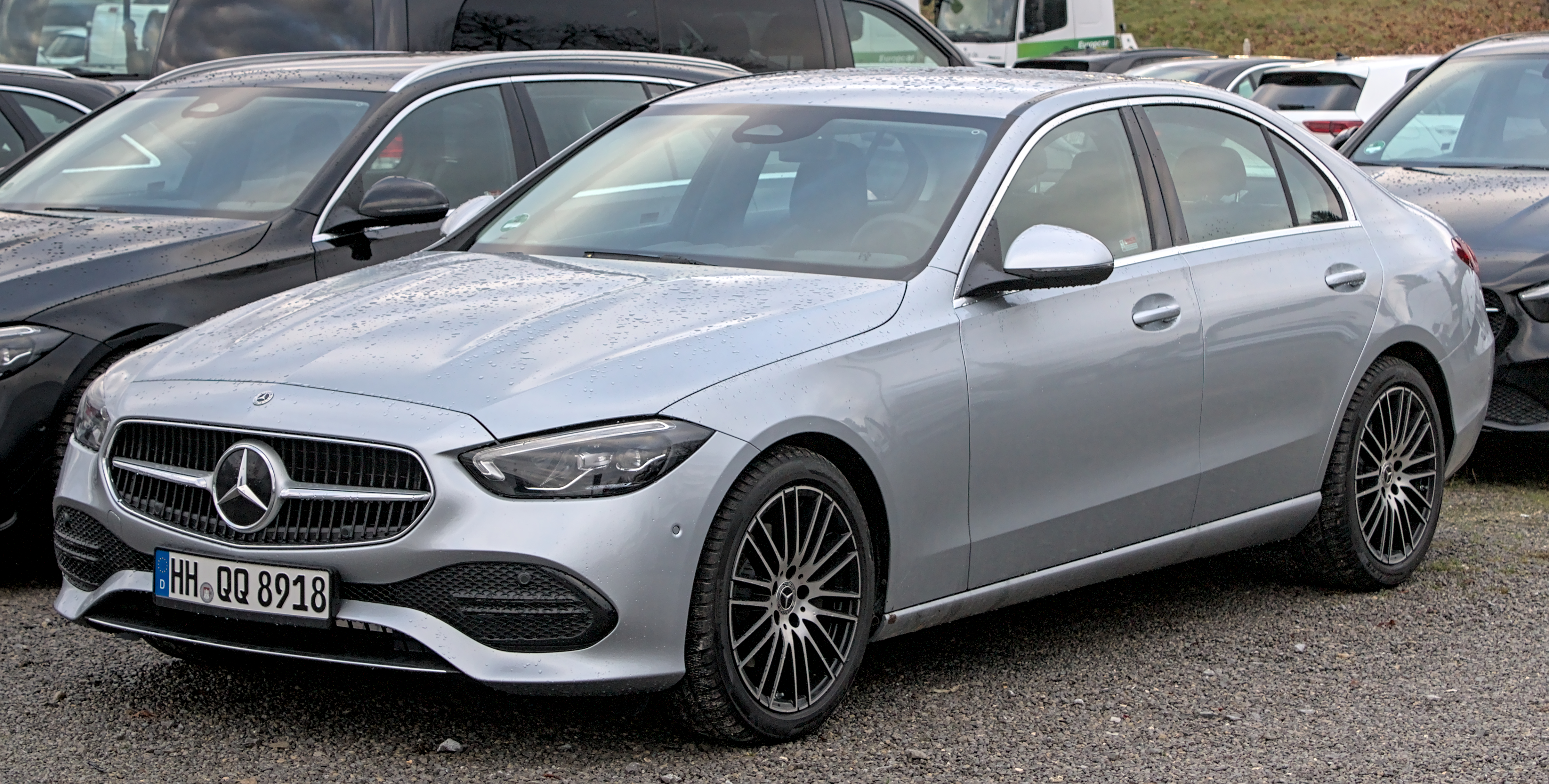
Mercedes W206

2021-ben jelent meg az ötödik generáció, egyelőre szedán és kombi változatban. Kínában a hátsó ülésnél hosszított kivitelben is megjelent (ahogy ez több más típussal is megtörtént). A kombiból terepesített verzió is megjelent X206 gyári kóddal.

### Motor
Benzin, dízel és hibrid hajtással is üzemel, mindegyik kizárólag soros 4 hengeres. Benzinmotorból háromféle van, ebből kettő hibridüzemű, 170 és 408 lóerő között. Egyfajta hibriddízel van, melynek teljesítménye típusfüggően 163, 200, illetve 265 lóerő lehet. A plug-in hybrid verzió szintén egyfajta, 204+129 lóerős.

## Fordítás
- Ez a szócikk részben vagy egészben  a   Mercedes-Benz C-Class című angol Wikipédia-szócikk fordításán alapul.  Az eredeti cikk szerkesztőit annak laptörténete sorolja fel. Ez a jelzés csupán a megfogalmazás eredetét és a szerzői jogokat jelzi, nem szolgál a cikkben szereplő információk forrásmegjelöléseként.

## Kapcsolódó információ
- Mercedes javítás